# 1421
1421 је била проста година.

## Догађаји

### Јануар
- 21. март — Франко-шкотска војска је у бици код Божеа поразила надмоћнију енглеску војску Томаса од Ланкастера.

Април
- Други скадарски рат (1419—1424) Након смрти Балше III Балшића (1403—1421) рат против Млетачке републике, рат је наставио његов ујак и наследник Стефан Лазаревић (кнез 1389—1402, деспот 1402—1427). Борбе су завршене Скадарским миром 1423. године. Дефинитивно је окончан склапањем Вучитрнског мира 1426. године, којим су обе стране само делимично оствариле своје ратне циљеве.